# Jan Jönsson
Jan Anders Jönsson (født 24. maj 1960) er en tidligere svensk fodboldspiller og træner.